# 佐藤俊夫 (実業家)
佐藤 俊夫（さとう としお、1904年7月20日 - 1990年1月12日）は、日本の実業家。新潮社の第3代代表取締役社長。東京府出身。

## 略歴
1928年に法政大学法文学部を卒業と同時に、父・義亮の経営する新潮社に入社。1947年に『小説新潮』を創刊し、その編集長に就任する。1958年に新潮社3代目代表取締役社長に就任。1967年に兄・義夫が急逝し、社長の座を兄の息子・亮一に譲り代表取締役会長となった。
1990年1月12日に肺炎のため死去、86歳。

## 編著
- 『新潮社七十年』（新潮社、1966年）

## 家族
- 佐藤義亮（父親・新潮社創業者）
- 佐藤義夫（兄・新潮社第2代代表取締役社長）
- 佐藤亮一（義夫の息子・新潮社第4代代表取締役社長）
- 佐藤俊一（息子・新潮社相談役）
- 佐藤隆信（亮一の息子・新潮社第5代代表取締役社長）